# Leptura naxi
Leptura naxi là một loài bọ cánh cứng trong họ Cerambycidae.